# Campionati europei di atletica leggera indoor 2023 - Salto con l'asta maschile
La gara di salto con l'asta maschile ai campionati europei di atletica leggera indoor di Istanbul 2023 si svolge dal 4 al 5 marzo 2023 presso l'Ataköy Athletics Arena.

## Podio
| Pos.    | Atleta            | Nazionalità |
| ------- | ----------------- | ----------- |
| Oro     | Sondre Guttormsen | Norvegia    |
| Argento | Emmanouīl Karalīs | Grecia      |
| Argento | Piotr Lisek       | Polonia     |

## Record
| Record                | Record           | Record | Record                    | Record           |
| --------------------- | ---------------- | ------ | ------------------------- | ---------------- |
| Record mondiale       | Armand Duplantis | 6,22 m | Clermont-Ferrand, Francia | 25 febbraio 2023 |
| Record europeo        | Armand Duplantis | 6,22 m | Clermont-Ferrand, Francia | 25 febbraio 2023 |
| Record dei campionati | Armand Duplantis | 6,05 m | Toruń, Polonia            | 7 marzo 2021     |

## Qualificazione
Sondre Guttormsen con 5,90 m ha la miglior misura di iscrizione, in assenza di Armand Duplantis che ha rinunciato agli europei.
Il minimo era di 5,82 m.

## Programma
| Data    | Ora   | Turno          |
| ------- | ----- | -------------- |
| 4 marzo | 9:04  | Qualificazione |
| 5 marzo | 19:18 | Finale         |

## Risultati

### Qualificazione
Si qualificano alla finale gli atleti che raggiungono la misura di 5,75 m (Q) o i migliori 8 (q).
| Pos. | Atleta                | Nazione     | 5,20 m | 5,40 m | 5,55 m | 5,65 m | 5,75 m | Risultato | Note                                     |
| ---- | --------------------- | ----------- | ------ | ------ | ------ | ------ | ------ | --------- | ---------------------------------------- |
| 1    | Emmanouīl Karalīs     | Grecia      | –      | o      | o      | o      | o      | 5,75 m    | Q                                        |
| 2    | Torben Blech          | Germania    | –      | xo     | o      | o      | o      | 5,75 m    | Q                                        |
| 2    | Ben Broeders          | Belgio      | –      | o      | o      | xo     | o      | 5,75 m    | Q                                        |
| 4    | Claudio Stecchi       | Italia      | –      | o      | o      | o      | xo     | 5,75 m    | Q                                        |
| 5    | Ethan Cormont         | Francia     | –      | o      | xo     | o      | xo     | 5,75 m    | Q                                        |
| 6    | Sondre Guttormsen     | Norvegia    | –      | o      | –      | o      | xx-    | 5,65 m    | q                                        |
| 6    | Pål Haugen Lillefosse | Norvegia    | –      | o      | o      | o      | xxx    | 5,65 m    | q                                        |
| 6    | Piotr Lisek           | Polonia     | –      | o      | o      | o      | xxx    | 5,65 m    | q                                        |
| 6    | Bo Kanda Lita Baehre  | Germania    | –      | o      | o      | o      | xx-    | 5,65 m    | q CR18.5                                 |
| 10   | Thibaut Collet        | Francia     | –      | o      | xo     | o      | xxx    | 5,65 m    |                                          |
| 11   | Ersu Şaşma            | Turchia     | –      | xxo    | o      | xxx    |        | 5,55 m    | Miglior prestazione personale stagionale |
| 11   | Menno Vloon           | Paesi Bassi | –      | xxo    | o      | xxx    |        | 5,55 m    |                                          |
| 13   | Dominik Alberto       | Svizzera    | o      | o      | xxx    |        |        | 5,40 m    |                                          |
| 14   | Urho Kujanpää         | Finlandia   | xo     | xo     | xxx    |        |        | 5,40 m    |                                          |
| 15   | Valentin Lavillenie   | Francia     | –      | xxo    | –      | x-     | xx     | 5,40 m    |                                          |
| 16   | Robert Renner         | Slovenia    | xo     | xxx    |        |        |        | 5,20 m    |                                          |
| -    | Gillian Ladwig        | Germania    | –      | xxx    |        |        |        | nm        |                                          |
| -    | Rutger Koppelaar      | Paesi Bassi |        |        |        |        |        | dns       |                                          |

### Finale[2]
| Pos.    | Atleta                | Nazione  | 5,40 m | 5,60 m | 5,70 m | 5,80 m | 5,85 m | 5,91 m | Risultato | Note                                     |
| ------- | --------------------- | -------- | ------ | ------ | ------ | ------ | ------ | ------ | --------- | ---------------------------------------- |
| Oro     | Sondre Guttormsen     | Norvegia | o      | –      | o      | o      | xx-    | x      | 5,80 m    |                                          |
| Argento | Emmanouīl Karalīs     | Grecia   | o      | xo     | o      | o      | xxx    |        | 5,80 m    |                                          |
| Argento | Piotr Lisek           | Polonia  | o      | o      | x-     | o      | xxx    |        | 5,80 m    | Miglior prestazione personale stagionale |
| 4       | Torben Blech          | Germania | xo     | o      | xo     | o      | xxx    |        | 5,80 m    |                                          |
| 5       | Ethan Cormont         | Francia  | o      | o      | o      | xxx    |        |        | 5,70 m    |                                          |
| 6       | Claudio Stecchi       | Italia   | –      | o      | xo     | x-     | xx     |        | 5,70 m    |                                          |
| 7       | Pål Haugen Lillefosse | Norvegia | o      | o      | x-     | x-     | x      |        | 5,60 m    |                                          |
| 8       | Ben Broeders          | Belgio   | o      | xxo    | -      | xxx    |        |        | 5,60 m    |                                          |
| 9       | Bo Kanda Lita Baehre  | Germania | o      | xxx    |        |        |        |        | 5,40 m    |                                          |